# Platynosomum fastosum
Platynosomum fastosum är en plattmaskart. Platynosomum fastosum ingår i släktet Platynosomum och familjen Dicrocoeliidae. Inga underarter finns listade i Catalogue of Life.